# 张楼镇 (汝南县)
张楼乡，是中华人民共和国河南省驻马店市汝南县下辖的一个乡镇级行政单位。

## 行政区划
张楼乡下辖以下地区：
张楼社区、河北社区、方桥社区、杨沟村、邢桥村、姚湾村、王沟村、黄庄村、吴寨村、庙东村和守法李村。